# Четверик, Валерий Васильевич
Валерий Васильевич Четверик (род. 29 декабря 1957, Тихорецк, Краснодарский край) — советский и российский тренер. Заслуженный тренер России. Известен прежде всего, как основатель и многолетний главный тренер ФК «КАМАЗ» (Набережные Челны), с чьим именем связаны наибольшие успехи клуба (прошёл путь от первенства завода до Еврокубков).

## Биография
Карьеру футболиста начинал в любительской команде родного Тихорецка. В 1975 году переехал в Набережные Челны, где защищал цвета «Турбины» до 1978 года.
Во время службы в армии, с 1978 по 1980 год, тренировал команду части, выступавшей на первенство Ленинграда (в третьей группе, матчи проводились на стадионе «Луч» на Чёрной речке). После демобилизации вернулся в Набережные Челны, где работал слесарем на КамАЗе, играл за заводскую команду, которую потом и возглавил. Сначала команда называлась «Труд-ПРЗ» (ПРЗ — Прессово-рамный завод КамАЗа), потом «Торпедо», с 1990 года — «КАМАЗ». В 1988 году команда под его руководством добилась права играть во второй лиге чемпионата СССР.
В 1992 году, уже в рамках первенства России, вывел «КАМАЗ» в высшую российскую лигу благодаря победе в зональном турнире первой лиги. Возглавлял команду на протяжении многих лет, выведя её на европейскую арену — в 1996 году «КАМАЗ» принимал участие в Кубке Интертото (выход в 1/2 финала). В 1993 и 1995 годах «КАМАЗ» под флагом студенческой сборной России участвовал на Летних Универсиадах — в Буффало, США и Фукуоке, Япония (в Японии добыта «бронза»). Был генеральным директором клуба.
4 сентября 1996 года оставил пост главного тренера «КАМАЗа», оставаясь генеральным директором.
В 1997 году в отношении Четверика было открыто уголовное дело по подозрению в причастности к растрате бюджетных средств. В итоге дело было закрыто в связи с отсутствием состава преступления, и все обвинения сняты.
В 1998 году назначен президентом федерации футбола Набережных Челнов, вернулся на должность генерального директора ФК «КАМАЗ», какое-то время являлся и главным тренером команды, затем в том же году работал спортивным директором футбольного клуба «Газовик-Газпром» (Ижевск).
В 1999 году вновь возглавил «КАМАЗ», выбывший к тому времени во вторую лигу.
С января по апрель 2000 года — вице-президент ФК «Крыльев Советов» (Самара).
В июне 2000 года был назначен главным тренером «Белшины» (Бобруйск), но уже в августе был отправлен в отставку после четырёх поражений подряд.
В декабре 2000 — январе 2003 года — селекционер, а затем спортивный директор ЦСКА (Москва).
В начале 2003 года возглавил новороссийский «Черноморец», но после двух ничьих в двух стартовых турах с официальной формулировкой «по состоянию здоровья» был смещён на должность советника вице-президента клуба, которую занимал перед назначением главным тренером.
С ноября 2003 по март 2004 года — тренер-консультант в «Кубани» (Краснодар). В марте 2004 года назначен генеральным директором ФК «Сочи-04».
В 2004 году возглавлял в качестве главного тренера команду «Родник» из станицы Алексеевская, участвовавшую в первенстве России среди ЛФК.
В 2011—2012 годах являлся главным тренером (сменил по ходу сезона Валерия Золина) и генеральным директором петербургского клуба «Русь», выступавшего в любительском первенстве России и выигравшим зону «Северо-Запад» в сезоне 2011/12.
В 2014 году участвовал в создании центра подготовки резерва «Футбол — детям Крыма».
В 2015—2016 годах — главный тренер и генеральный директор клуба «Волгомост» (Москва), выступавшего в любительском первенстве России (тренировал эту команду также в 2006 году, когда она называлась «Спартак-Авто»).
В 2016—2020 годах — помощник (советник) президента ФК «КАМАЗ».
На спортивном радио «Движение» есть авторская программа Валерия Четверика «В центральном круге».
В 2022 году — директор Мордовской футбольной лиги, дебютный розыгрыш которой прошёл с 6 августа по 29 октября. Советник главы Мордовии Артёма Здунова по вопросам спорта.
С 2024 года — спортивный директор футбольного клуба Турбина (Набережные Челны).

## Семья
Сын Григорий Четверик (род. 1987) — российский футболист.. Дочь Анастасия — актриса, окончила ГИТИС, играет в театре «У Никитских ворот».